# Let It Rain (album de Tracy Chapman)
Pour les articles homonymes, voir Let It Rain.
Albums de Tracy Chapman
Collection
(2001) Where You Live
(2005)
Singles
1. You're the One
Sortie : 2002
2. Another Sun (UK Promo only)

Let It Rain est le sixième album de l'auteure-compositeure-interprète folk et blues rock américaine Tracy Chapman. Il est sorti le 15 octobre octobre 2002 sur le label Elektra et a été produit par John Parish et Tracy Chapman.

## Historique
Cet album fut enregistré entre Mars et août 2002 à Sausalito dans les Record Plant Studios. Cet opus contient douze chansons composées par Tracy Chapman.
Il se classa à la 25e place du Billboard 200 américain et c'est en France qu'il obtiendra son meilleur classement, une 3e place dans les meilleures ventes de disques.

## Liste des titres
Toutes les chansons sont écrites et composées par Tracy Chapman.
| 1.    | Let It Rain                 | 3:40 |
| 2.    | Another Sun                 | 3:11 |
| 3.    | You're the One              | 3:07 |
| 4.    | In the Dark                 | 5:02 |
| 5.    | Almost                      | 3:53 |
| 6.    | Hard Wired                  | 3:37 |
| 7.    | Say Hallelujah              | 2:11 |
| 8.    | Broken                      | 4:25 |
| 9.    | Happy                       | 4:00 |
| 10.   | Goodbye                     | 2:29 |
| 11.   | Over In Love (instrumental) | 1:48 |
| 12.   | I Am Yours                  | 3:36 |
| 41:00 |                             |      |

| Disque bonus « Live à Tränenpalast (Berlin), le 2 novembre 2002 » - Réédition 2 × CD Europe (Elektra Records, 17 février 2003) | Disque bonus « Live à Tränenpalast (Berlin), le 2 novembre 2002 » - Réédition 2 × CD Europe (Elektra Records, 17 février 2003) | Disque bonus « Live à Tränenpalast (Berlin), le 2 novembre 2002 » - Réédition 2 × CD Europe (Elektra Records, 17 février 2003) | Disque bonus « Live à Tränenpalast (Berlin), le 2 novembre 2002 » - Réédition 2 × CD Europe (Elektra Records, 17 février 2003) | Disque bonus « Live à Tränenpalast (Berlin), le 2 novembre 2002 » - Réédition 2 × CD Europe (Elektra Records, 17 février 2003) | Disque bonus « Live à Tränenpalast (Berlin), le 2 novembre 2002 » - Réédition 2 × CD Europe (Elektra Records, 17 février 2003) | Disque bonus « Live à Tränenpalast (Berlin), le 2 novembre 2002 » - Réédition 2 × CD Europe (Elektra Records, 17 février 2003) | Disque bonus « Live à Tränenpalast (Berlin), le 2 novembre 2002 » - Réédition 2 × CD Europe (Elektra Records, 17 février 2003) | Disque bonus « Live à Tränenpalast (Berlin), le 2 novembre 2002 » - Réédition 2 × CD Europe (Elektra Records, 17 février 2003) | Disque bonus « Live à Tränenpalast (Berlin), le 2 novembre 2002 » - Réédition 2 × CD Europe (Elektra Records, 17 février 2003) |
| No | Titre | Durée | | | | | | | |
| --- | --- | --- | --- | --- | --- | --- | --- | --- | --- |
| 1. | You’re the One | 3:37 | | | | | | | |
| 2. | Give Me One Reason | 4:49 | | | | | | | |
| 3. | Talkin' 'Bout a Revolution | 3:32 | | | | | | | |
| 4. | I Am Yours | 3:40 | | | | | | | |
| 5. | Get Up Stand Up | 4:58 | | | | | | | |
| 21:36 | | | | | | | | | |

## Crédits
| - Tracy Chapman : guitare folk, basse, guitare électrique, clarinette, chant (frontman), banjo électrique - Bill Bennet : hautbois - Matthew Brubeck : violoncelle - Jeremy Cohen, Carla Kihlstedt : violons - Linda Ghidossi de Luca : alto - Joe Gore : guitare acoustique et électrique, piano, claviers, ukulélé, bouzouki, lap steel guitar - Steve Hunter : guitare électrique - Greg Leisz : dobro, pedal steel guitar, guitare électrique, lap steel guitar, mandoline, guitare baryton - John Parish : guitare acoustique, basse, percussions, chœurs - Andy Stoller : basse - Larry Taylor : contrebasse - Jeanie Tracy : chœurs - Joey Waronker : percussions, batterie, tambourin, cajón - Patrick Warren : orgue, piano, accordéon, claviers, piano bastringue | - Production : John Parish, Tracy Chapman - Ingénierie, mixage : Paul du Gré - Ingénierie (assistant) : Jared Miller - Mastering : John Cuniberti - Photographie : Jay Blakesberg - Photographie (pochette) : Jim Herrington - Direction artistique, design : Planet Propaganda |

## Charts et certifications
| Pays             | Durée du classement | Meilleur classement |
| ---------------- | ------------------- | ------------------- |
| Allemagne        | 12 semaines         | 15e                 |
| Australie        | 4 semaines          | 25e                 |
| Autriche         | 20 semaines         | 6e                  |
| Belgique (W)     | 4 semaines          | 32e                 |
| Belgique (V)     | 1 semaines          | 43e                 |
| États-Unis       | 7 semaines          | 25e                 |
| France           | 36 semaines         | 3 e                 |
| Italie           | 5 semaines          | 18e                 |
| Norvège          | 2 semaines          | 24e                 |
| Nouvelle-Zélande | 2 semaines          | 45e                 |
| Pays-Bas         | 3 semaines          | 75e                 |
| Royaume-Uni      | 3 semaines          | 36e                 |
| Suède            | 4 semaines          | 27 e                |
| Suisse           | 22 semaines         | 4e                  |

| Région                                                                                                 | Certification | Ventes/Streams |
| --- | ------------- | -------------- |
| Autriche (IFPI)                                                                                        | Or            | 20 000x        |
| France (SNEP)                                                                                          | 2 × Or        | 200 000*       |
| Royaume-Uni (BPI)                                                                                      | Argent        | 60 000^        |
| Suisse (IFPI)                                                                                          | Or            | 20 000x        |
| *Ventes selon la certification ^Mise en rayon selon la certification xNon précisé par la certification |               |                |

### Charts singles
| Date | Single         | Chart   | Durée du classement | Position |
| ---- | -------------- | ------- | ------------------- | -------- |
| 2002 | You're the One | Top 100 | 12 semaines         | 31e      |